# Président junior
 (septembre 2018).
Si vous disposez d'ouvrages ou d'articles de référence ou si vous connaissez des sites web de qualité traitant du thème abordé ici, merci de compléter l'article en donnant les références utiles à sa vérifiabilité et en les liant à la section « Notes et références ».
Pour plus de détails, voir Fiche technique et Distribution.
Président junior (First Kid) est un film humoristique américain réalisé par David M. Evans, sorti en 1996. Il a été principalement filmé à Richmond (Virginie).

## Synopsis
Sam Simms (Sinbad) est un agent des services secrets assigné par son supérieur Wilkes (Robert Guillaume) pour protéger Luke Davenport (Brock Pierce), fils rebelle de 13 ans du président Paul Davenport (James Naughton).
Il doit remplacer l'agent Woods pour avoir maltraité Luke devant les caméras de médias.Woods est ensuite renvoyé à cause de ces mauvais traitements envers le fils du président et échoué dans ses fonctions. Simms considère cette mission comme indésirable, mais une étape possible pour espérer pouvoir protéger le président par la suite . Il ne parvient pas à se lier d'amitié avec le garçon au début, et Luke continue à se conduire mal, y compris un incident où il libère son serpent, dans une fête de la Maison Blanche.
Après avoir vu Luke se faire battre par le l'élève de son école, Rob (Zachery Ty Bryan), ses parents l'ont puni pour s'être battu, même s'il n'a pas commencé . En raison de la réélection, ils ne peuvent pas risquer que Luke sorte du public pendant un mois alors que ses parents sont en campagne. Simms se sent désolé pour lui - il s'était senti seul à l'adolescence (perdre son père au Vietnam alors que sa mère travaillait pour le soutenir financièrement) - ils deviennent alors amis.
Simms, ancien boxeur, accepte de faire le mur avec Luke contre la volonté du chef de la sécurité Morton (Art LaFleur) et de lui apprendre à se battre.Pendant ce temps, Luke plus en confiance demande à la fille la plus mignonne de son école, Katie, de danser au bal de fin d'année, ce qu'il fait finalement avec l'aide de Simms. Le soir de la danse, un sac à dos est laissé à l’extérieur de la Maison Blanche et Luke n’a pas le droit de partir à cause des risques pour la sécurité, même si ses parents lui en ont donné la permission. Simms le plaint et, brisant les règles à nouveau, il l'emmène à la danse. Là, Rob tente à nouveau d’attaquer Luke pendant que Simms est distrait, mais cette fois, Luke gagne le combat.
Après cela, les agents des services secrets récupèrent Luke. Simms est renvoyé et n'a pas le droit de parler avec Luke, qui est écrasé par le fait que son ami l'a apparemment « abandonné ». Luke est en résidence surveillée et avec un dispositif de prise de contact attaché à lui. Il reçoit alors des conseils d'un ami en ligne, Mongoose12, sur la façon de s'échapper de la Maison Blanche et de le rencontrer dans un centre commercial local. Luke est d'accord, mais il est révélé que Mongoose12 était en fait l'ancien agent Woods, qui l'enlève. Quand Luke disparaît, Simms a une autre chance de le protéger. Avec l'aide de son ami Harold (propriétaire d'un magasin d'espionnage), il se rend rapidement au centre commercial.
Dans un bras de fer, Woods a déclaré qu’il prévoyait de retourner Luke chez le président pour qu’il puisse devenir un héros et retrouver son travail, mais qu’il veut maintenant le tuer à la place. Il reproche à Luke de lui avoir fait perdre son travail et même sa femme. Woods essaie de tirer sur Simms, mais il se met à couvert et lorsque Woods est à court de balles, Simms le fait tomber avec un coup droit. Alors que d'autres agents arrivent, Woods essaie de tirer sur Luke avec un revolver de secours mais Simms saute devant Luke, le poussant à prendre la balle dans son bras. Woods est également abattu, maîtrisé et arrêté par d’autres agents des services secrets arrivés en captivité pour enlèvement, agression et tentative de meurtre.
Dans la scène finale du film, Simms se voit offrir une fonction présidentielle qu'il refuse pour rester avec Luke à temps plein. Luke est soulagé de sa dernière punition et, alors qu’il jouait au hockey de rue avec des amis, il a frappé Simms au front avec la rondelle, ce qui a entraîné une poursuite entre Simms et Luke.

## Fiche technique
- Titre : Président junior
- Titre original : First Kid
- Réalisation : David M. Evans
- Scénario : Tim Kelleher
- Musique : Richard Gibbs
- Photographie : Anthony B. Richmond
- Montage : Harry Keramidas
- Production : Roger Birnbaum et Riley Kathryn Ellis
- Société de production : Caravan Pictures et Walt Disney Pictures
- Société de distribution : Buena Vista Pictures Distribution (États-Unis)
- Pays :  États-Unis
- Genre : Comédie
- Durée : 101 minutes
- Dates de sortie : 
  -  États-Unis : 30 août 1996

## Distribution
- Sinbad (VQ : Mario Desmarais) : Sam Simms
- Brock Pierce (VQ : Nicolas Pensa) : Luke Davenport
- Blake Boyd : Dash
- Timothy Busfield (VQ : Jacques Lavallée) : Woods
- Art LaFleur (VQ : Jean-Marie Moncelet) : Morton
- Robert Guillaume (VQ : Vincent Davy) : Wilkes
- Lisa Eichhorn (VQ : Christian Pasquier) : Linda Davenport
- James Naughton (VQ : Hubert Gagnon) : le président Davenport
- Fawn Reed (VQ : Marie-Andrée Corneille) : Susan Lawrence
- Erin Williby : Katie Warren
- Zachery Ty Bryan (VQ : Martin Pensa) : Rob
- Michael Krawic : James
- Bill Cobbs (VQ : Victor Désy) : Speet
- Jemar Jefferson : Andre
- Daniel Baron : Yo-Yo
- Joe Inscoe : Peerson
- J. Michael Hunter : Clark
- Tomas Arana : Harold
- Doug Williams : Eddie

Doublage québécois
Direction de plateau et adaptation : Huguette Gervais